# Ford Ka
Ford Ka är en småbil tillverkad av Ford som introducerades 1996. Ford Ka är Fords minsta modell, mindre än Ford Fiesta. Mellan 1996 och 2016 räknades modellen som en stadsbil men från 2016 och framåt räknas bilen som en småbil.
Generation ett och två finns som 3-dörrars hatchback och 2003 lanserades en öppen version under namnet StreetKa och en sportigare version, SportKa. Andra generationen presenterades 2008 med liknande utseende som förra generationen.
En tredje generation presenterades av Ford år 2013, med tillverkningsstart 2014. Tredje generationen produceras som en 5-dörrars hatchback och som en 4-dörrars sedan.

## Första generationen (1996-2008)
Första generationen Ka presenterades som koncept på Genèvesalongen 1994 och sattes i produktion 1996. Ka introducerades av Ford som en mindre och ekonomisk småbil i sitt modellutbud. Vid introduktionen 1996 fanns bara en modell av Ka. Som tillval kunde man få bland annat luftkonditionering, och 1997 kom även ABS som tillval. Bilens plattform baserades på fjärde generationen Ford Fiesta. Vid introduktionen av modellen fick den blandad kritik, främst på grund av sitt utseende.

## Andra generationen (2008-2014)

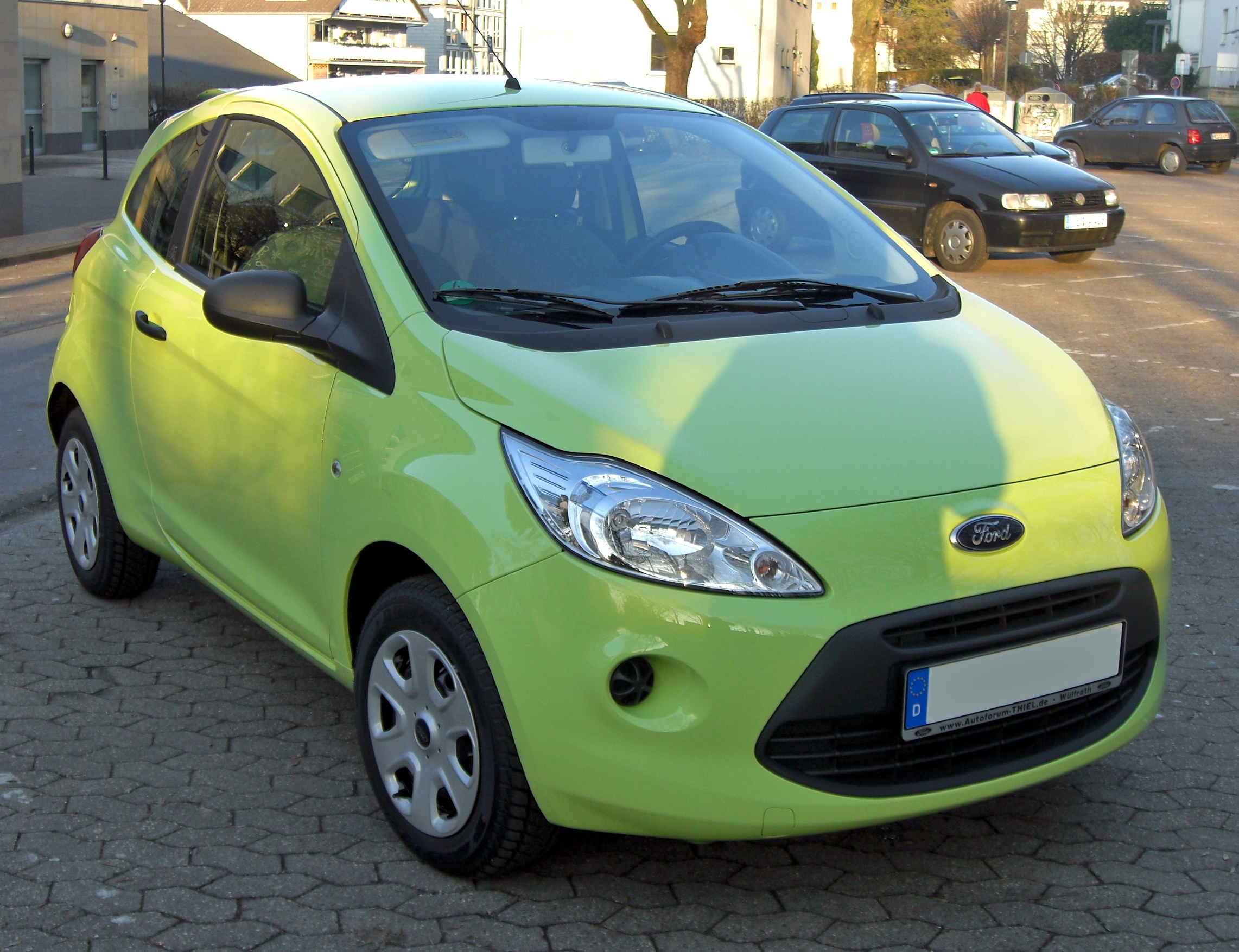
Andra generationen Ford Ka 2009

Andra generationen Ford Ka introducerades 2008. Den utvecklades av Fiat och delar många komponenter med den nya Fiat 500. Den nya modellen fick behålla sitt runda karaktäristiska utseende från den förra generationen. 

## Tredje generationen (2014-nuvarande)
Ford presenterade tredje generationen Ka 2013 och tillverkningen startade 2014. I Europa skedde ett mindre namnbyte med lanseringen av tredje generationen.
Modellen säljs under olika namn beroende på plats:
- Ford Figo (Indien, Mexico och Sydafrika)
- Ford Ka+ (Europe och sedanversionen i Brasilien)
- Ford Figo Aspire (sedanversion, Indien)